# Мухаммед аль-Уваис
Мухаммед аль-Уваис (араб. محمد العويس‎; род. 10 октября 1991 или 10 января 1991, Эль-Хаса, Восточный административный район) — саудовский футболист, вратарь клуба «Аль-Хиляль» и национальной сборной Саудовской Аравии.

## Клубная карьера
Молодежную карьеру провёл в «Аль-Шабабе», где начал профессиональную. 18 июля 2017 года перешел в состав клуба «Аль-Ахли».

## Международная карьера
15 ноября 2016 года дебютировал за национальную сборную Саудовской Аравии в отборочном матче на чемпионат мира 2018 против сборной Японии. Включен в состав сборной на чемпионат мира 2018 в России.

## Достижения

### «Аль-Шабаб»
- Обладатель Саудовского кубка чемпионов: 2014
- Обладатель Суперкубка Саудовской Аравии: 2014

### «Аль-Хиляль»
- Чемпион Саудовской Аравии: 2021/22
- Обладатель Саудовского кубка чемпионов: 2022/2023

## Статистика выступлений

### В сборной
| Матчи и голы Мухаммеда аль-Уваиса за сборную Саудовской Аравии | Матчи и голы Мухаммеда аль-Уваиса за сборную Саудовской Аравии | Матчи и голы Мухаммеда аль-Уваиса за сборную Саудовской Аравии | Матчи и голы Мухаммеда аль-Уваиса за сборную Саудовской Аравии | Матчи и голы Мухаммеда аль-Уваиса за сборную Саудовской Аравии | Матчи и голы Мухаммеда аль-Уваиса за сборную Саудовской Аравии | Матчи и голы Мухаммеда аль-Уваиса за сборную Саудовской Аравии |
| №                                                              | Дата                                                           | Место проведения                                               | Соперник                                                       | Счёт                                                           | Голы                                                           | Соревнование                                                   |
| -------------------------------------------------------------- | -------------------------------------------------------------- | -------------------------------------------------------------- | -------------------------------------------------------------- | -------------------------------------------------------------- | -------------------------------------------------------------- | -------------------------------------------------------------- |
| 1                                                              | 15 ноября 2016                                                 | Сайтама 2002, Сайтама                                          | Япония                                                         | 1:2                                                            | —                                                              | отбор ЧМ 2018                                                  |
| 2                                                              | 14 января 2017                                                 | Шейх Зайед, Абу-Даби                                           | Камбоджа                                                       | 7:2                                                            | —                                                              | товарищ.                                                       |
| 3                                                              | 10 ноября 2017                                                 | Ду Фонтелу, Визеу                                              | Португалия                                                     | 0:3                                                            | —                                                              | товарищ.                                                       |
| 4                                                              | 26 февраля 2018                                                | Король Абдалла Спортс Сити, Джидда                             | Молдова                                                        | 3:0                                                            | —                                                              | товарищ.                                                       |
| 5                                                              | 27 марта 2018                                                  | Стадион короля Бодуэна, Брюссель                               | Бельгия                                                        | 0:4                                                            | —                                                              | товарищ.                                                       |
| 6                                                              | 28 мая 2018                                                    | аФГ Арена, Санкт-Галлен                                        | Италия                                                         | 1:2                                                            | —                                                              | товарищ.                                                       |

Итого: 6 матчей / 0 голов; ksa-team.com.